# Всемирная выставка (2025)
Всемирная выставка (ЭКСПО) 2025 — всемирная выставка, организованная Международным бюро выставок. 
Место проведения ЭКСПО 2025 было объявлено на генеральной ассамблее МБВ в ноябре 2018 года.
23 ноября 2018 года был выбран город Осака, Япония.

## Общие сведения
Выставка открылась 13 апреля, и продолжится до 13 октября. Выставка проводится на искусственном острове Юмэсима (с японского — «Остров мечты») в Осакском заливе. Выставка в Осаке проводится во второй раз. Первая выставка в Осаке прошла в 1970 году.
Тема выставки — «Проектирование будущего общества для нашей жизни». Основными направлениями выставки являются искусственный интеллект, космос и устойчивое развитие.
Мероприятия выставки проводятся также в онлайн формате.
Символом выставки стало Большое кольцо — конструкция в виде окружности длиной 2 км, площадью 60 000 м2, высотой от 12 до 22 метров. Конструкция расположена в центре выставки.
В выставке принимают участие более 160 стран. Действует 38 павильонов.
На апрель 2025 года продано 8,7 млн билетов на посещение выставки.
На открытии выставки был продемонстрирован театр Кабуки в сочетании с искусственными технологиями. На открытии выступил император Нарухито.

## Экспонаты
Среди экспонатов выделяются метеорит с Марса, сердце из стволовых клеток, галерея «Hello Kitty», скачущий робот Kawasaki.
Сердце из индуцированных стволовых клеток создано в Осакском университете. Оно содержит 200 млн клеток, способных превратиться в кардиомиоциты.
В павильоне США проходят симуляции запусков космических ракет.
В павильоне Китая выставлены образцы лунного грунта, доставленные межпланетными станциями «Чанъэ-5» и «Чанъэ-6».
В павильоне Индии представлены современные солнечные панели.

## Выбор места проведения

### Города-кандидаты
- Екатеринбург, Россия

Заявка Екатеринбурга под темой «Преобразуя мир: инновации и лучшая жизнь — для будущих поколений» была передана в МБВ 22 мая 2017 года.
- Баку, Азербайджан

Столица Азербайджана презентовала свою заявку под темой «Человеческий капитал» в последний день подачи заявки.
- Осака, Япония

Осака передала свою заявку под темой «Создавая общество будущего для нашей жизни» 24 апреля 2017.
- Париж, Франция

Франция, подавшая свою заявку под темой «Делимся нашим знанием, Заботимся о нашей планете» сняла свою кандидатуру в январе 2018 года.

### Выбор города
| 164-я Генеральная ассамблея Международного бюро выставок 23 ноября 2018, Париж, Франция |             |         |         |
| Город                                                                                   | Государство | Раунд 1 | Раунд 2 |
| Осака                                                                                   | Япония      | 85      | 92      |
| Екатеринбург                                                                            | Россия      | 48      | 61      |
| Баку                                                                                    | Азербайджан | 23      | —       |
| Воздержались                                                                            | -           | 0       | 0       |